# Wyalong
Wyalong – miasto w Australii, w stanie Nowa Południowa Walia.